# Çenikler, Bayındır
Çenikler là một xã thuộc huyện Bayındır, tỉnh İzmir, Thổ Nhĩ Kỳ. Dân số thời điểm năm 2010 là 122 người.